# Petarc
El petarc, cotxero, donzelleta, grivieta, petard, tord becut o trugeta (Symphodus rostratus) és una espècie de peix de la família dels làbrids i de l'ordre dels perciformes.

## Morfologia
- Els mascles poden assolir els 13 cm de longitud total.
- El cos és allargat.
- La part superior del cap és còncava.
- El perfil cefàlic és quasi recte, una mica boterut per sobre de l'ull.
- Rostre molt llarg.
- La boca és molt petita, amb els llavis no gaire gruixuts.
- Mandíbules protràctils, amb dents agudes.
- El preopercle és dentat.
- Té una aleta dorsal amb tots els radis quasi de la mateixa alçada.
- La coloració és variable (marró, negre, verd). Els mascles madurs presenten una coloració més vermellosa. Tenen una taca negra al voltant de l'orifici anal.[1]

## Reproducció
El mascle fa un niu a la sorra amb algues i, després de la posta, el tapa amb sorra. El mascle vigila la posta fins a la desclosa.

## Alimentació
Menja petits crustacis.

## Hàbitat
És d'aigües molt litorals, a fons rocallosos i a praderies de Posidonia oceanica fins als 30 m. També apareix en la sorra de les praderies.

## Distribució geogràfica
Es troba a la Mediterrània i a l'oest de la mar Negra.

## Costums
És solitari.

## Etimologia
Joan Veny fa derivar petarc del cat. antic 'pot' ‘llavi’, sufixat amb -ard (< germ. HARD), augmentatiu, és a dir, potard > petard ‘(tord) del llavi gros', car l'allargament del musell és la seva característica més destacada respecte dels altres làbrids.